# Legion (album)
Legion – drugi album studyjny amerykańskiej grupy muzycznej Deicide. Wydawnictwo ukazało się 9 czerwca 1992 roku nakładem wytwórni muzycznej Roadrunner Records. Nagrania zostały zarejestrowane w Morrisound Recording w Tampie w stanie Floryda we współpracy z producentem muzycznym Scottem Burnsem.
Według danych z kwietnia 2002 album sprzedał się w nakładzie 102 056 egzemplarzy na terenie Stanów Zjednoczonych.

## Lista utworów
Opracowano na podstawie materiału źródłowego.
1. „Satan Spawn, The Caco-Daemon” - 4:26
2. „Dead But Dreaming” -	3:13
3. „Repent to Die” - 3:59
4. „Trifixion” -	2:57
5. „Behead the Prophet (No Lord Shall Live)” - 3:44
6. „Holy Deception” - 3:19
7. „In Hell I Burn” - 4:36
8. „Revocate the Agitator” - 2:47

## Twórcy
Opracowano na podstawie materiału źródłowego.

- Glen Benton – wokal prowadzący, gitara basowa
- Brian Hoffman – gitara rytmiczna, gitara prowadząca
- Eric Hoffman - gitara rytmiczna, gitara prowadząca
- Steve Asheim – perkusja
- Scott Burns – inżynieria dźwięku, miksowanie, produkcja muzyczna
- Mike Fuller - mastering
- Patricia Mooney - kierownictwo artystyczne
- Scheffer Computer Graphics, Inc. - ilustracje
- Shaun Clark - zdjęcia